# Entierro en el mar

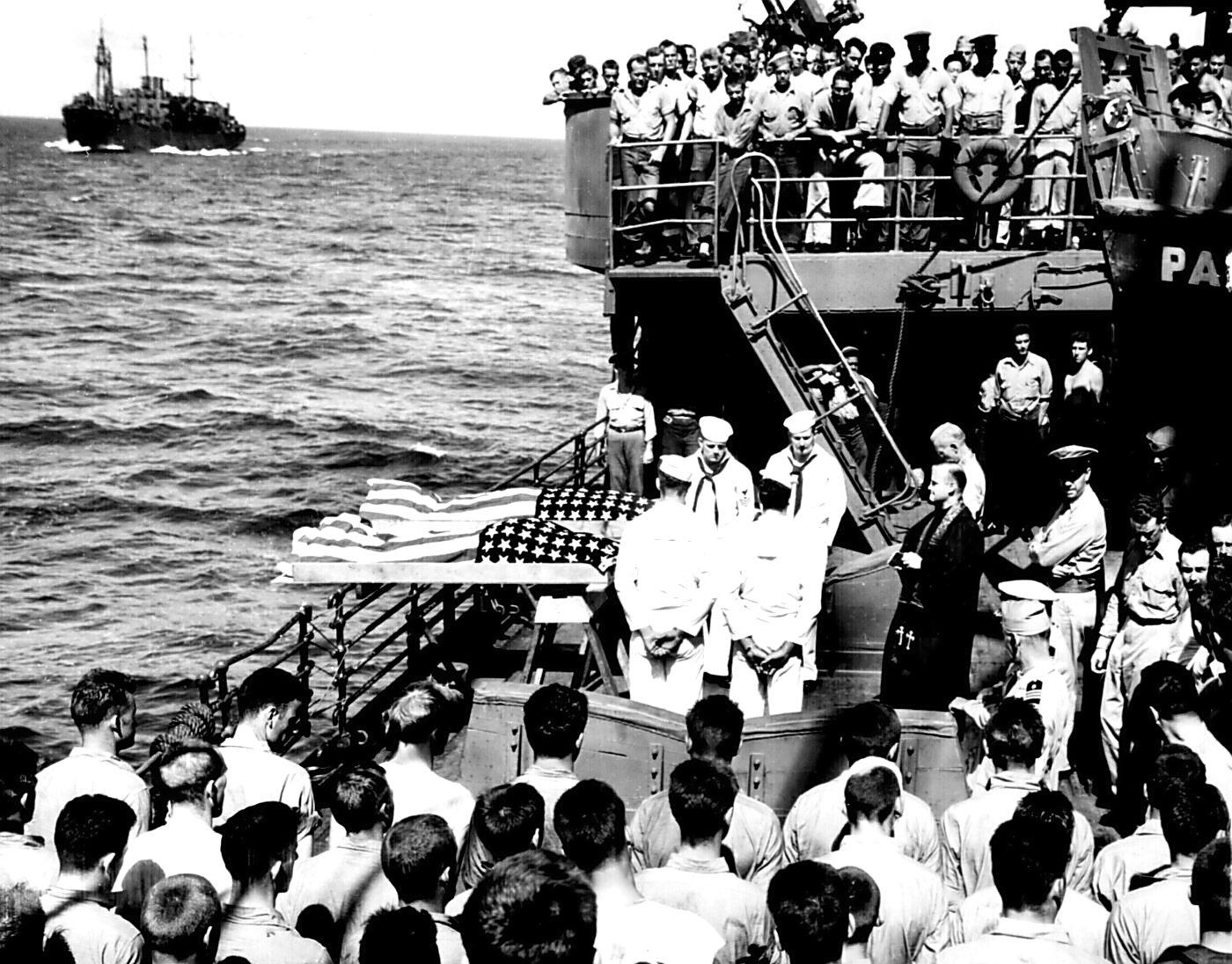
Ceremonia de sepultura en el mar de dos víctimas de un ataque de un submarino japonés en el portaaviones estadounidense USS Liscome Bay en noviembre de 1943.

El entierro en el mar es la sepultura de restos humanos en el océano, normalmente desde un barco o una embarcación. Es realizado regularmente por las armadas y por ciudadanos anónimos en muchos países.
Los servicios de entierro en el mar se llevan a cabo en muchos lugares diferentes y con muchas costumbres diferentes, ya sea desde un barco o un avión. Por lo general, el capitán de la nave o un representante religioso (de la religión del difunto o de la religión del estado) oficia la ceremonia.
La ceremonia puede incluir el entierro en un ataúd, en tela, en una urna o la dispersión de los restos incinerados desde un barco. El entierro en el mar por avión se hace generalmente solo con los restos incinerados. Otros tipos de entierro en el mar incluyen la mezcla de las cenizas con hormigón y la suelta del bloque en el mar para formar un arrecife artificial, como el Arrecife Atlantis situado en las costas de Florida.

## Visión de las religiones

### Budismo
En el budismo tradicionalmente se hace la cremación del cadáver y las cenizas se depositan en un columbario. La rama del budismo Jōdo Shinshū ha creado un servicio de entierro en el mar principalmente por sus miembros militares.

### Cristianismo
Oficialmente la iglesia católica prefiere la sepultura en tierra en lugar de la cremación, pero la tolera si las cenizas se depositan posteriormente en tumbas o se entierran. Esta iglesia está en contra de tirar al mar las cenizas desde un avión o un barco, como también de tener las cenizas en casa. Se permite el entierro en el mar cuando la persona haya muerto a bordo de una embarcación.
El anglicanismo tiene procedimientos detallados para el entierro en el mar. El barco tiene que estar parado y el cuerpo cubierto con telas a la vez que se disparan dos balas de cañón. No se aconseja esparcir las cenizas.
En el luteranismo muchos veteranos de las armadas o marineros prefieren ser enterrados en el mar.

### Hinduismo
Tradicionalmente se hace la cremación y huesos y cenizas se sumergen en el río Ganges, si esto es posible. Está permitido el entierro en el mar si lo autoriza un dirigente religioso hindú.

### Islam
Los textos sagrados del Islam prefieren la sepultura en tierra. Si una persona muere en el mar y es imposible llevar el cuerpo de vuelta antes de su descomposición se permite el entierro en el mar evitando, no obstante, los animales carroñeros y las mutilaciones.

### Judaísmo
El judaísmo ortodoxo siempre ha prohibido el entierro en el mar, el judaísmo reformado lo permite previa consulta a un rabino.